# Грош
Грош (пол. grosz ← нем. Groschen ← лат. grossus <denarius> «большой <денарий>») — название ряда исторических денежных единиц различных государств и стран. В настоящий момент является разменной денежной единицей в Польше.
Широкое распространение грош (гроши) получил в позднее Средневековье и Новое время на территории государств и стран Центральной и Восточной Европы, где являлся разменной монетой. В настоящее время (на начало 2019 года) грош сохранился только в Польше (как 1⁄100 злотого). Первые прообразы грошей были выпущены в конце XII века в городах северной Италии. В 1266 году во Франции был отчеканен турский грош (фр. gros tournois). Начав чеканку турских грошей, Франция положила начало распространению крупной серебряной монеты, необходимость в которой была вызвана развитием торговли. В Англии, как подражание турскому грошу, в 1279 году появился гроут. В 1300 году была начата чеканка пражских грошей. До начала XV века (до Гуситских войн) Чехия была одним из крупнейших эмиссионных центров в Европе, а пражский грош стал основой денежного обращения в Восточной Европе на протяжении нескольких веков. В том числе он получил широкое распространение в государствах, образовавшихся на территории Киевской Руси.
В Нидерландах с 1302 года начал чеканиться гроот (нидерл. Groot). Вскоре грош стал одной из основных денежных единиц германских государств: в 1338 году в подражание пражскому грошу был начат выпуск мейсенских грошей, а первая монета с обозначением номинала в гротенах появилась в Бремене в 1423 году. Начиная со второй половины XIV века благодаря развитию и определённому упорядочиванию денежного оборота в Европе, грош становится монетой среднего номинала, занимая положение между серебряными денариями и золотыми флоринами, гульденами и цехинами.
В России монеты для оборота с обозначением номинала в грошах официально никогда не чеканилась, однако в силу эквивалентности двух серебряных копеек грошу в XVI−XVII веках, монеты в 2 копейки получили название «грошевика» или «гроша» и такое название стало общеупотребительным термином: он встречается в литературных произведениях, финансовых документах и даже законах Российской империи. Во время правления Петра I и Екатерины I были выпущены пробные монеты с указанием номинала «грошъ». В XIX веке так стали называть полукопеечную монету.

## Появление гроша

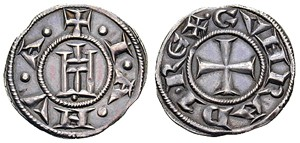
Генуэзский гроссо

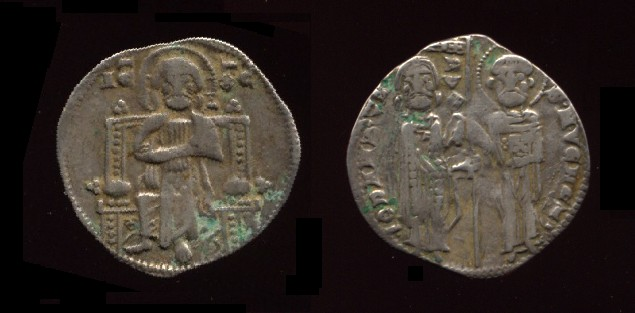
Гроссо матапан 1280 года

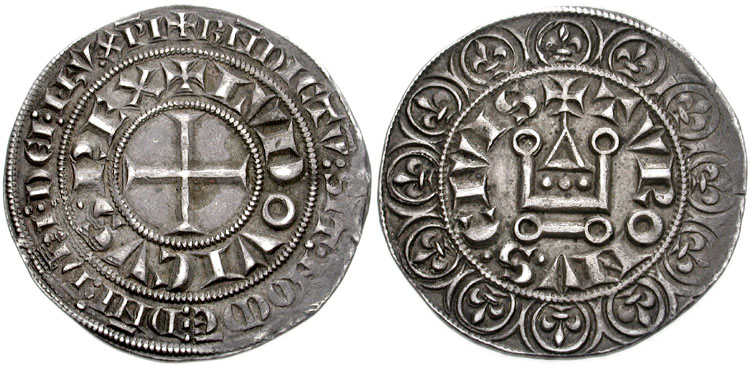
Турский грош 1266 года

В связи с недостатком серебра в средневековой Европе новые монеты чеканились из переплавленных старых и изношенных монет. Этот процесс неизбежно сопровождался хоть и небольшим, но постоянным снижением пробы благородного металла, входящего в их состав, и массы самих монет, в то время как диаметр оставался неизменным. Дошло до того, что кружок серебряного денария стал настолько тонким, что изображения аверса и реверса проступали на противоположных сторонах, тем самым искажая друг друга. Такие монеты получили название полубрактеата, или «лёгкого пфеннига».
После начала Крестовых походов в Европу стали поступать большие объёмы благородных металлов и серебряные денарии перестали отвечать потребностям бурно развивающейся торговли.
В конце XII века в городах северной Италии стали выпускать серебряные монеты под названием лат. «denarii grossi» (большие денарии), в противовес «малым», которые были в то время основной денежной единицей. Отчеканенный во время правления дожа Энрико Дандоло в 1202 году серебряный гроссо массой 2,2 г из высокопробного серебра получил название «матапан». Он соответствовал 12 денариям или 26 пикколо. Вскоре венецианский гроссо матапан стал одной из основных торговых монет Средиземноморья. Его внешний вид, содержащий на реверсе изображение Иисуса, а на аверсе дожа, принимающего из рук апостола Марка знамя, стал прообразом выпущенного 80 годами позже золотого дуката.
15 августа 1266 года в городе Тур во время правления короля Людовика IX был отчеканен турский грош (также встречаются названия «гро турнуа» и «турноза»). Прообразом для него послужили монеты города Акра, с которыми французский король познакомился во время седьмого крестового похода. Аверс монеты содержал символ города (часовню или городские ворота), круговую надпись «TURONUS CIVIS» и 12 лилий по краю монеты. В центре реверса располагался крест с внутренней круговой надписью — именем сюзерена и внешней — лат. Benedictum sit nomen domini nostri Jesu Christi («Да будет благословенно имя Господа Бога нашего, Иисуса Христа»). Из одной французской марки (244,752 г) 23-каратного серебра следовало выпускать 58 турских грошей. Таким образом данная монета содержала 4,04 г чистого серебра при общей массе в 4,22 г. При наследниках Людовика IX содержание благородного металла постоянно уменьшалось. С 1352 года для покрытия расходов на войну с англичанами стали выпускать низкопробные биллонные монеты, получившие название бланов.
Начав чеканку турских грошей, Франция положила начало распространению крупной серебряной монеты, необходимость в которой была вызвана развитием торговли. Данные монеты содержали большее количество благородного металла по сравнению с распространёнными на тот момент итальянскими гроссо. Первым подражанием турскому грошу в странах центральной Европы стали чешские монеты, которые начали чеканить на монетном дворе Кутной Горы в 1300 году при короле Вацлаве II, получившие название пражских грошей. В 1338 году подобные монеты были выпущены в Майсене, а затем их чеканка была налажена и в других немецких городах. Немецкое обозначение турского гроша, как «grosus Turonus» привело к появлению названий «Turnosgroschen», «Turnose» и «Groschen». Обозначение «турноза» встречается вплоть до второй половины XVII столетия.
В Англии, как подражание турскому грошу, в 1279 году появился гроут, в 1302 году в Нидерландах — гроот. В государствах области нижнего Везера (в частности, в Бремене) гротен изначально являлся счётной единицей, эквивалентной гро турнуа. Монета с обозначением номинала в гротенах была впервые отчеканена в 1423 году.

## Период пражского гроша

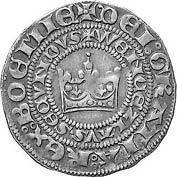
Аверс пражского гроша Вацлава II

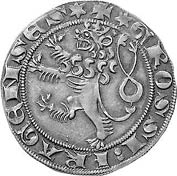
Реверс пражского гроша Вацлава II

С 1280 года в области города Куттенберга появились крупные разработки серебряных рудников. В XIII веке началась «серебряная лихорадка», когда около 100 тысяч человек из разных стран устремились в эту область. Ежедневно на рудниках работали 60 тысяч горняков. С 1290 по 1350 год в области ежегодно добывали более 20 тонн чистого серебра. Именно благодаря добыче серебра чешские короли укрепили свою власть и положение в Священной Римской империи. При чешском короле Вацлаве II была проведена денежная реформа. Был построен город Куттенберг, в котором обустроен монетный двор. С помощью привлечённых флорентийских финансистов налажена работа по массовому выпуску крупных серебряных монет. Денежная реформа заключалась в запрете на свободное обращение серебра. Собственники рудников теперь должны были сдавать металл на монетный двор, получая взамен пражские гроши. Иностранцы могли приобретать чешское серебро, главный товар государства в Средние века, только в виде монет. Королевская казна получила огромный источник доходов, а Куттенберг стал центром чеканки серебряной монеты в Европе.
В 1300 году в подражание итальянским «гроссо» и французским «гро турнуа» был отчеканен пражский грош. До начала XV века (начала Гуситских войн) Чехия оставалась одним из крупнейших эмиссионных центров в Европе, а пражский грош стал основой денежного обращения Восточной Европы на протяжении нескольких веков.
Считается, что прототипом для чешских монет стали турские гроши. Схожесть французских и чешских денег состоит в том, что они делились на 12 монет меньших номиналов (турский грош на 12 денье, пражский — на 12 парвусов до 1327 года, затем геллеров). Их весовые характеристики были схожими. Из одной пражской гривны (253,14 г) серебра 938 пробы чеканили 64 пражских гроша. При Вацлаве II вес первых монет составлял 3,955 г при содержании чистого серебра 3,71 г. Известная чешская учёная-историк Э. Ногелова-Пратова считала, что по внешнему виду пражский грош больше всего похож на мессинский золотой пьерреал. Эту теорию также подтверждает то, что денежную реформу в Чехии проводили приглашённые итальянские банкиры.
Аверс содержал изображение чешской короны и двойную круговую надпись «WENCEZLAVS SECVNDVS» (рус. Вацлав II) во внутреннем круге и «DEI GRATIA REX BOEMIE» (рус. Божьей милостью король Богемии) во внешнем. На реверсе в центре помещён чешский лев и круговая надпись «GROSSI PRAGENSES», из-за которой монеты и получили своё название. На протяжении всего периода чеканки пражские гроши сохраняли одинаковый вид. Изменялись лишь имена монархов, мелкие детали, вес и содержание серебра. Данные монеты выпускались на протяжении весьма продолжительного времени при правлении следующих королей: Вацлава II (1300—1305), Яна I Люксембургского (1310—1346), Карла I (1346—1378), Вацлава IV (1378—1419), Йиржи (Георгия) из Подебрад (1458—1471), Владислава II (1471—1516), Людовика II (1516—1526) и Фердинанда I (1526—1547).
С 1300 года и до конца XV столетия пражские гроши оставались крупнейшей серебряной монетой, в связи с этим получив широкое распространение в международной торговле. Высокопробные и красивые, они стали торговыми монетами, так как после денежной реформы Вацлава II серебро из богатых чешских рудников могло попадать на иностранные рынки только в монетарном виде. Пражские гроши были в обращении в странах центральной Европы, а именно германских государствах, Австрии, Венгрии, Польше, а также в Великом княжестве Литовском.
Следствием распространения пражских грошей на территории Великого княжества Литовского стало появление счётно-денежных понятий копы и полукопы, рубля и полтины. 60 грошей составляли копу. Бо́льшую часть XIV столетия она почти соответствовала «рублю». Падение качества и содержания серебра привело к увеличению их количества в рубле до 96 (к концу XIV столетия), а затем — до 100 (с 1413 года). В результате сформировались две счётные единицы — «рубль» и «копа». Первая была равной 100, а вторая 60 грошам. Приток чешских монет на территорию Великого княжества Литовского начался в первой трети XIV столетия, а в XV—XVI веках они становятся основной денежной единицей государства.
Пражский грош получил широкое распространение в государствах, образовавшихся на территории Древнерусского государства (Киевской Руси). В частности, он был интегрирован в денежно-весовую систему Полоцкого княжества, включавшую такие специфические единицы, как изрой, ногата, заушня и долгей. В Красной Руси они стали выполнять основные денежные функции. Пражские гроши находят в кладах на территориях Московского княжества и Новгородской земли. Однако скорее всего попадающие в казну чешские серебряные монеты переплавлялись. Из получаемого серебра чеканили собственную монету. Одной из самых отдалённых от места первоначального выпуска находок этой монеты является каратунский клад в Татарстане.
Широкое распространение пражских грошей как торговой монеты привело к тому, что в государствах Южной Германии, Вестфалии, Брауншвейга и Саксонии на них начали наносить контрмарки, то есть ставить клеймо. Это придавало им законный статус в денежном обращении соответствующих государственных и территориальных формирований, а также демонстрировало качество и пригодность монеты для торгово-экономических операций.
В 1338 году в подражание пражскому были отчеканены мейсенские гроши. Начиная со второй половины XIV века, благодаря развитию и определённому упорядочиванию денежного оборота Европы, грош становится монетой среднего номинала, занимая положение между денариями и золотыми (флоринами, гульденами и цехинами). Широкое распространение чешских серебряных монет в XIV—XV веках определяется в нумизматике как «период пражского гроша».

## Грош в Германии

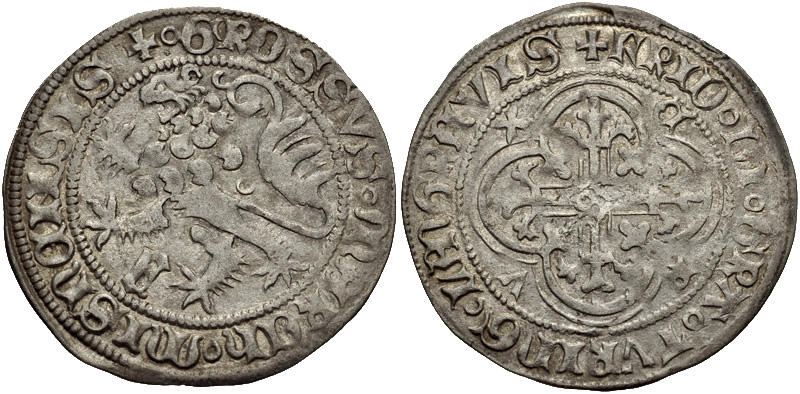
Мейсенский грош

Первым отчеканенным на немецких землях грошем стал мейсенский грош маркграфа Мейсена Фридриха II 1338 года. Будучи подражанием пражскому грошу, он изначально содержал 3,375 г чистого серебра. Его количество на протяжении всего периода чеканки данных монет уменьшалось. В 1360 году из одной пражской марки выпускали уже 70 монет с содержанием 2,788 г чистого серебра, а в 1432 году — 525 грошей с 0,48 г благородного металла. Мейсенские гроши на одной стороне содержали изображение льва, стоящего на задних лапах и повёрнутого влево, а также круговую надпись «лат. GROSSUS MARCHIONIS MISNENSIS» (Грош Мейсенской марки). На другой стороне помещался лилиевидный крест в четырёхдужном обрамлении, сокращённое имя монетного сеньора и титул «лат. DEI GRATIA THURINGIAE LANDGRAVII» («Божьей милостью ландграф Тюрингский»). Между линиями креста находятся буквы C R V X, обозначающие латинское слово «Crux» — крест. С 1457 года на монетах появляется год их чеканки.
На протяжении более 100 лет мейсенские гроши чеканились исключительно во Фрайберге. До 1483 года на монетном дворе города было выпущено монет из более чем 70 тонн чистого серебра. Монеты распространились далеко за пределами Саксонии во многих немецких государствах.
Общее количество всех типов мейсенских грошей составляет несколько тысяч. Изначально мейсенские гроши представляли собой серебряные монеты, которые чеканили в маркграфстве Мейсен. В 1422 году в герцогстве Саксен-Виттенберг со смертью Альбрехта III прервалась династия Асканиев. Император Священной Римской империи Сигизмунд в благодарность за помощь маркграфа Мейсена Фридриха передал ему в 1423 году в управление как вакантное герцогство Саксен-Виттенберг, так и титул курфюрста Саксонии. Таким образом, монеты, которые продолжали чеканить на монетном дворе Фрайберга стали уже не мейсенскими, а саксонскими грошами. В то же время, в литературе они продолжают обозначаться именно как мейсенские гроши. В других источниках они именуются саксонскими грошенами.
Первые полновесные монеты получили название широких грошенов (нем. Breite Groschen). С 1369 года содержание серебра в них было снижено. На аверсе новых монет был помещён крест, из-за которого они и получили название «крестового грошена» (нем. Kreuzgroschen). Их сменили шильдгрошены (нем. Schildgroschen), отличительной чертой которых был гербовой щит Ландсберга в лапах у льва. Шильдгрошены содержали 1,543 г чистого серебра. Шокгрошены (нем. Schockgroschen) по определению являлись 1/60 частью какой-либо весовой или денежной единицы, так как «шок» обозначал 60. С последующим снижением весовых характеристик мейсенских грошей шокгрошенами стали называть те из них, которые по стоимости были равными 1⁄60 рейнского гольдгульдена — наиболее распространённой золотой монеты того времени.

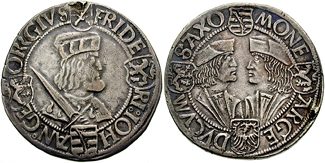
Саксонский гульденгрош (клапмютценталер)

В 1486 году эрцгерцог Тироля Сигизмунд в связи с нехваткой золота и, в то же время, наличием серебряных рудников в своём государстве выпустил большую серебряную монету. По стоимости содержащегося в ней металла (31,7 г серебра 935 пробы) новая денежная единица была эквивалентна золотому рейнскому гульдену. По своей сути чеканка серебряного гульдена стала первой в Священной Римской империи попыткой заменить золотые монеты серебряными аналогами.
Новую монету называли «гульдинером» и «гульденгрошем». Появление крупной серебряной денежной единицы соответствовало нуждам торговли Европы того времени. Вначале крупные серебряные монеты выпускались мизерными тиражами и по своей сути являлись донативными, то есть подарочными. Первым гульденгрошеном, который являлся реальным расчётным средством, стала саксонская монета, чеканившаяся в 1500—1525 годах. Содержание в ней 27,4 г чистого серебра было выбрано не случайно. При соотношении стоимости серебра к золоту на то время как 10,8 к 1 стоимость этой монеты полностью соответствовала стоимости рейнского гольдгульдена, содержащего 2,54 г золота. Термин «гульденгрош» не прижился. Крупную серебряную монету стали называть «талерами». Будучи монетой среднего номинала между талерами и пфеннигами, соотношение гроша к ним постоянно менялось. Так в начале XVI столетия 1 серебряный или золотой гульден в Саксонии был равным 21 грошам. Согласно Эслингенскому имперскому монетному уставу 1524 года 1 талер соответствовал 24 грошенам.
Большое количество немецких государств — эмитентов грошей приводило не только к появлению множества типов этой серебряной монеты, но и к её порче. Так в 1503 году в нижнесаксонском городе Госларе был отчеканен грош с изображённой на нём девой Марией с младенцем. Исходя из изображения новая монета получила название мариенгроша. Вскоре и другие города, расположенные в области богатого серебряными рудниками Гарца, стали выпускать мариенгроши. Они, хоть и имели сходное изображение, содержали различное количество благородного металла. Так, в Брауншвейге мариенгроши начали чеканить в 1514 году из 2,75 г серебра 500 пробы. В Хильдесхайме их выпуск начался в 1528 году. Каждая монета весила 2,88 г при содержании 1,062 г чистого серебра. Содержание серебра в мариенгрошах постоянно снижалось. Монеты Гослара 1551 года содержали уже 0,91 г серебра, Брауншвейга 1572 года — 0,69 г. Колебания в стоимости мариенгрошей различных городов и годов выпуска создавали целый ряд неудобств. Около 1555 году города нижнесаксонского монетного союза предприняли попытку замены данных монет фюрстенгрошенами достоинством вначале в 1⁄21, а затем в 1⁄24 талера. Однако она оказалась неудачной. Мариенгроши продолжали оставаться основной разменной денежной единицей ряда немецких государств. После монетного кризиса в Германии XVII века стоимость мариенгроша составляла 1⁄36 рейхсталера.
Тридцатилетняя война (1618—1648) привела не только к многочисленным разрушениям и жертвам, но и монетному кризису. Он заключался в том, что для покрытия военных расходов руководители немецких государств прибегали к массовой порче монеты. Доходило до того, что количество серебра полноценного рейхсталера соответствовало 420 низкопробным грошенам.

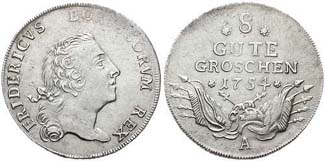
8 гутергрошей Фридриха II

После монетного кризиса XVII века в северно- и центральногерманских государствах вновь стали выпускать гроши номиналом в 1⁄24 талера. По своей сути чеканка данных монет являлись восстановлением фюрстенгрошенов, которые в больших количествах выпускали до Тридцатилетней войны.
В то же время в немецких государствах того времени циркулировали мариенгроши, равные 1/36 рейхсталера. Так как новые монеты были в 1,5 раза дороже, то они и получили обиходное название «хороших» грошенов (нем. Gute Groschen). В русскоязычной литературе монеты данного типа получили название «гутергрошей». Вскоре обозначение номинала в гутергрошенах стало не только обиходным, но и появилось непосредственно на монетах. С 1758 по 1760 год в княжествах Ангальт-Бернбург при Викторе II Фридрихе, а также Ангальт-Цербсте в 1758 году при Фридрихе Августе чеканили серебряные монеты номиналом в 8 гутергрошенов. В Ганновере с 1820 по 1834 год чеканили монеты номиналом в 16 гутергрошенов или 1 гульден весом в 11,775 г серебра 993,56 пробы.

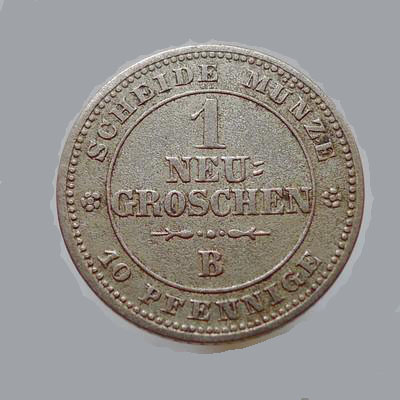
Саксонский нойгрошен 1863 года

В 1821 году в Пруссии законодательно была принята монетная стопа, согласно которой из 1 кёльнской марки (233,855 г) чистого серебра чеканилось 14 талеров. Одновременно с новой монетной стопой вводилось и новое соотношение между талером и грошем. 1 талер стал равным 30 грошенам. Новая денежная единица получила название зильбергрошенов (нем. Silbergroschen, в дословном переводе «серебряный грош»). 30 июля 1838 года рядом государств Германского таможенного союза с целью унификации своих денежных систем была подписана Дрезденская монетная конвенция. Во время переговоров о её принятии Саксония предложила перейти на десятичную денежную систему. Предложение не было принято. Страны, подписавшие конвенцию, приняли денежную систему, согласно которой 1 талер соответствовал 30 грошенам. При этом в одних государствах циркулировали зильбергрошены равные 12, а в других нойгрошены (нем. Neugroschen, в дословном переводе «новый грош»), равные 10 пфеннигам или геллерам. Зильбергрошены чеканили в Ангальт-Кётене, Ангальте, Вальдеке, курфюршестве Гессен, Липпе, Ольденбурге, Пруссии, княжествах Рёйсс-Грейц и Рёйсс-Гера, Саксен-Веймар-Эйзенахе, Шаумбург-Липпе, Шварцбург-Рудольштадте и Шварцбург-Зондерсхаузене. Нойгрошены чеканили в Саксонии и Саксен-Альтенбурге.
Биллонные гроши продолжали выпускать вплоть до 1873 года, когда после объединения Германии в ходе создания общей монетной системы появились разменные единицы пфенниги равные 1⁄100 марки.
В разговорной немецкой речи слово «грош» использовалось как название монеты номиналом в 10 пфеннигов. Номинал некоторых нотгельдов (например, в Аахене) выражался в грошах, а не пфеннигах.

## Грош в Польше, Великом княжестве Литовском и Речи Посполитой до XIX столетия
Впервые грош в Польше был отчеканен во время правления Казимира III в 1360—1370 годах в Кракове, как подражание пражскому. Средний вес краковского гроша составлял 3,1 г серебра 775-й пробы. Одновременно с грошами выпускали квартники. Чеканка длилась недолго и было выпущено небольшое количество монет. Золотые дукаты, которые поступали на территорию Польши, получили название «злотых». Изначально их стоимость была эквивалентной 12—14 грошам. В связи с последующей порчей серебряных монет, в том числе и поступающих из немецких земель и Богемии грошей, эта сумма постоянно увеличивалась и около середины XV столетия достигла 30 грошей за золотой дукат. Хотя стоимость золотых монет и не удержалась в пределах 30 грошей, а в середине XVI столетия даже достигла 50, за суммой в 30 серебряных грошей закрепилось название «польского злотого». После 150-летнего перерыва в период правления Сигизмунда I в 1526 году была возобновлена чеканка польских грошей весом 2,059 г серебра 375-й пробы.

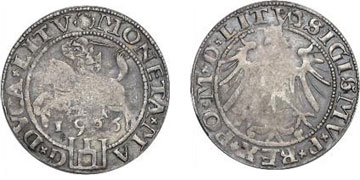
Литовский грош 1536 года

В Великом княжестве Литовском чеканили литовский грош. По сравнению с польским он содержал большее количество серебра. По стоимости 4 литовских гроша соответствовали 5 польским. Оба государства были объединены в Речь Посполитую в 1569 году. Вскоре, в 1578—1580 годах, была проведена денежная реформа, вследствие которой польские и литовские монеты унифицировали относительно веса и пробы серебра. Их внешнее оформление сохранило определённые различия. В 1565—1566 годах на Виленском монетном дворе была отчеканена 3-грошевая монета, трояк, получивший название «иронического». Предсказывая тщетность усилий по объединению польской и литовской денежных систем на монету была помещена цитата из второго псалма Давида «лат. QVI HABITAT IN COELIS IRRI DEBIT EOS», что означает «Живущий на небесах посмеется, Господь поругается им». Выходка монетчиков вызвала возмущение. Специальным королевским универсалом дальнейший выпуск «иронического трояка» был запрещён.
В конце 1620-х—1640-х годах в Речи Посполитой сложилась следующая денежно-монетная система:
| Злотый | Орт   | Шестак | Трояк | Полторак | Грош | Шеляг |
| ------ | ----- | ------ | ----- | -------- | ---- | ----- |
| 1      | 1 2/3 | 5      | 10    | 20       | 30   | 90    |
|        | 1     | 3      | 6     | 12       | 18   | 54    |
|        |       | 1      | 2     | 4        | 6    | 18    |
|        |       |        | 1     | 2        | 3    | 9     |
|        |       |        |       | 1        | 1,5  | 4,5   |
|        |       |        |       |          | 1    | 3     |

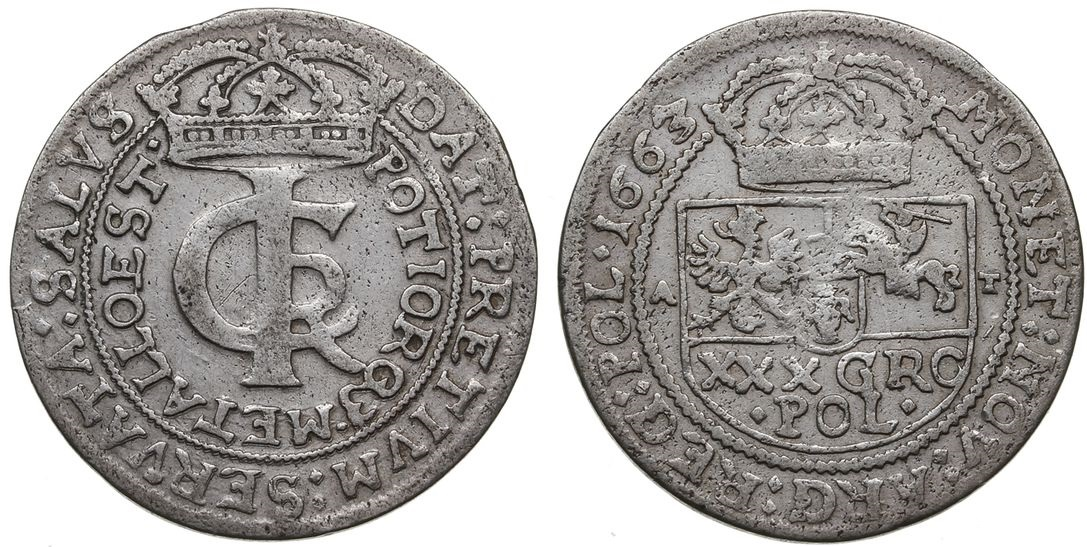
На неполновесной монете номинальной стоимостью в злотый или 30 грошей помещалась надпись «DAT PRETIVM SERVATA SALVS POTIORQ METALLO EST» (Желание спасения Отечества превышает цену металла)

Речь Посполитая в 1640—1660-х годах переживала тяжёлые времена. В 1648 году началось восстание Богдана Хмельницкого. Поражение польского войска в битвах под Жёлтыми Водами и Корсунем расстроили финансовую систему государства. Вопросы о её оздоровлении и получении дополнительных доходов от чеканки монет были подняты на заседании сейма. 16 мая 1650 года был принят новый монетный закон. Тяжёлое положение Польши, вызванное вторжением войск шведского короля Карла X в 1655 году и войной с Русским царством, вынудило неоднократно пересматривать содержание благородных металлов в монетах в сторону их уменьшения.
Обман даже и не скрывался. На тымфе (монете номиналом в 1 злотый, с рыночной стоимостью 18 грошей) помещалась надпись «лат. DAT PRETIVM SERVATA SALVS POTIORQ METALLO EST» (рус. Желание спасения Отечества превышает цену металла). Вследствие длительного функционирования монетных дворов, которые выпускали два типа монет — полновесные и кредитные, денежная система страны оказалось в состоянии кризиса. Возрастали цены на товары и услуги, что вызывало недовольство среди населения. Отношение к тымфам современников выражено в едкой расшифровке монограммы короля «ICR», как «Initium Calamitatis Regni» (рус. Начало гибели государства). В соответствии с законом Грешема неполноценные тымфы и боратинки вытеснили из рыночного оборота полновесные монеты, создав тем самым условия для бурной инфляции и расстроили финансовую систему государства.
В 1734 году королём Речи Посполитой становится саксонский курфюрст Август III. При этом короле производство польских монет возобновляется и ведётся при этом только в Саксонии. В самом начале Семилетней войны в 1756 году войска прусского короля Фридриха II оккупировали Саксонию. Занятый пруссаками монетный двор Лейпцига был передан в управление Фейтелю Эфраиму. Новый арендатор начал чеканку саксонских и польских монет, в основном номиналом в 6 и 18 грошей, со значительно меньшим содержанием в них серебра. Фейтель Эфраим, будучи подданным прусского короля, не только использовал штемпеля других государств, но и указывал на монетах неверные довоенные даты, что делало ещё более затруднительной идентификацию данных денежных знаков. В народе все они приобрели название «эфраимитов».
В 1795 году Речь Посполитая перестала существовать. Выпуск монеты был прекращён.

## Грош в России

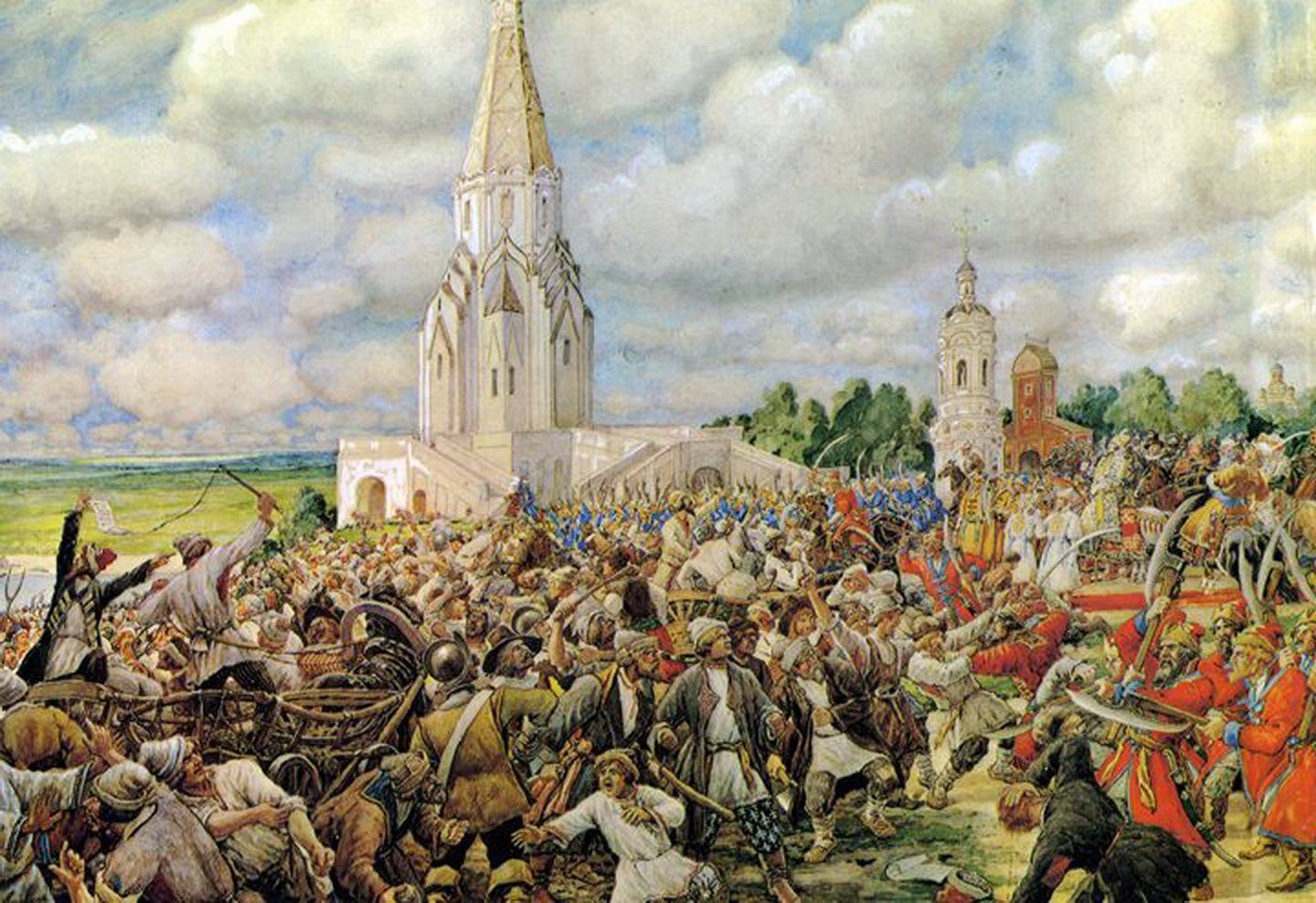
Чеканка первого русского грошевика вместе с другими нововведениями денежной реформы 1654 года привели к Медному бунту

Денежная реформа Елены Глинской 1535—1538 годов привела к созданию национальной денежной системы Русского царства. В условиях России середины и второй половины XVI столетия отдалённость внутреннего рынка от общеевропейских торговых путей делало получение серебра для чеканки монет непростой задачей. Сырьём для изготовления собственной монеты были преимущественно западноевропейские монеты — талеры, в изобилии поступавшие на русский рынок. Талеры представляли собой крупные серебряные монеты. Своё название они получили от чеканенных в Иоахимстале монет. Всего их до 1545 года из серебра рудников этого города было отчеканено более 3 млн экземпляров. Это принесло не только колоссальный доход владельцам этой области, но и привело к распространению по всей Германии, Чехии и Венгрии, а также за их пределами данных денег. Большое количество характерных монет привёл к тому, что их стали называть по месту чеканки «иоахимсталерами», или сокращённо «талерами». Это название позже перешло на все типы гульденгрошенов. В Русском царстве данные монеты получили название по первой части слова «иоахимсталер» «ефимков».
Согласно установленным государством правилам иностранным купцам было выгоднее сдавать талеры на монетный двор или продавать в казну, чем использовать в торговых операциях. На 1570-е годы в стандартном талере содержалось количество серебра, идентичное 43,5—44,5 копейки. При продаже ефимка на монетный двор купец получал 38—38,5 серебряных копейки, а при использовании на территории Русского царства его рыночная цена составляла 33 копейки. В этих условиях возможность проникновения талеров в денежное обращение Русского царства сводилась к минимуму. В 1613 году за один ефимок купцам давали 42 копейки. В свою очередь талер в описываемое время был эквивалентен 21—24 грошам. Соответственно 2 стандартные русские копейки содержали эквивалентное количество серебра и обменивали на один грош.
Впервые монеты номиналом в 2 копейки или «грошевики» были отчеканены из меди во время правления Алексея Михайловича. В ходе предпринятой денежной реформы были допущены грубые ошибки, которые вызвали недовольство населения и последовавший за ним Медный бунт 1662 года. После неудачной попытки реформировать денежную систему монеты номиналом в 2 копейки не чеканились длительное время. В 1724 и 1727 годах, во время правления Петра I и Екатерины I, были созданы двухкопеечные пробные монеты. Их особенностью являлось обозначение номинала, как «грошъ». Несмотря на то, что курсовые монеты с номиналом в грош в XVIII веке не чеканили, само слово «грош», как обозначение 2-копеечной монеты стало общеупотребительным термином. Он встречается в литературных произведениях, финансовых документах и даже законах Российской империи.
В 1707—1709 годах, во время войны с Карлом XII, для воюющей на территориях, где традиционно бытовала польско-литовская монетная система, армии чеканили подражания польским шестигрошевикам и тымфам (номинальная стоимость 18 грошей).
В 1839 году была начата денежная реформа под руководством министра финансов Е. Ф. Канкрина. Согласно ей обменный курс старых денег на новые составлял 1 к 3,5. 2 новые копейки соответствовали 7 старым и получили народное название «семишник». «Грошем» в XIX столетии стали называть полукопеечную монету.

### Русско-прусские гроши

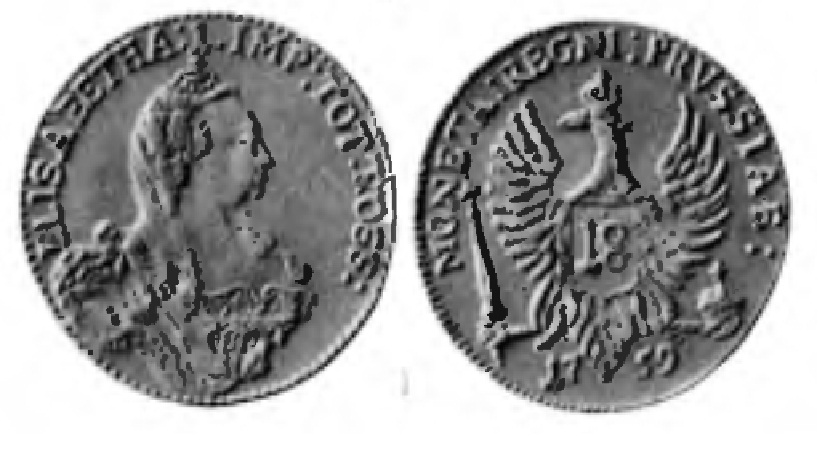
Тымпф (монета номиналом в 18 грошей) Елизаветы 1759 года

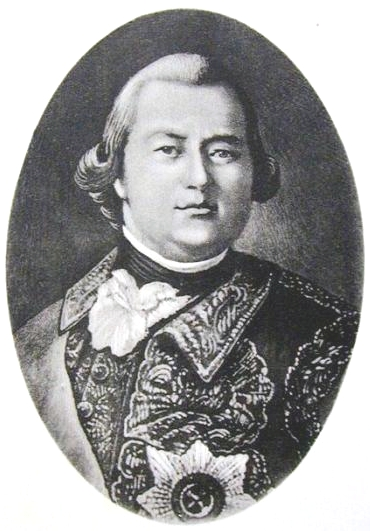
Генерал-аншеф, наместник российской императрицы в Восточной Пруссии барон Н. А. Корф:
«Губернатор рисунками моими был доволен и по оному были вырезаны штемпели и мы стали делать деньги. […] Казна имела от сего великую прибыль и деньги наши стали несравненно лучше ходить, нежели те обманные и дурные, какими прусский король отягощал все свои земли»

В 1759—1761 году на занятом русскими войсками монетном дворе Кёнигсберга во время царствования императрицы Елизаветы чеканили деньги для занятых прусских земель. Согласно указу наместника Восточной Пруссии Н. А. Корфа от 8 июня 1759 года выпуску подлежали монеты номиналом в 18, 6, 3, 2, 1 грошей, а также шиллинги. В отличие от заполонивших территории Пруссии и Речи Посполитой эфраимитов, русские чеканили монеты по довоенным стандартам.
Одновременно проводились попытки ограничить приток некачественных эфраимитов на территорию Восточной Пруссии, а также унифицировать денежное обращение. В таблице 1760 года, которая определяла обменные курсы «малоценных немецких монет» на новые гроши содержится около 200 наименований, которые имели хождение на занятой русскими территории. Различные типы «Tympfe oder Achtzehner» (рус. тымпфов или 18-грошевиков) котировались от 9 до 18 грошенов.
Один из служащих так описал возобновление работы монетного двора:
Узнав, что находился в Кёнигсберге прежний монетный двор, со всеми его орудиями и мастерами, вздумали и сами делать особливые прусские деньги наподобие тех, какие делывались тут прежде, т. е. полусеребряные. Не успело воспоследовать о том повеление от двора, как собрали мы всех нужных к тому мастеров, отыскали монетного мастера и мне поручено было от губернатора сделать для штемпеля рисунки, которые я и смастерил как умел. На всех сих деньгах изображён был с одной стороны грудной портрет императрицы, с другой прусский герб, одноглавый орёл с надписью. Губернатор рисунками моими был доволен и по оному были вырезаны штемпели и мы стали делать деньги. При сём то случае, удалось мне впервые видеть, как делаются на монетных дворах и тиснятся деньги. Я смотрел на всё производство сей работы с отменным любопытством и не мог всеми выдуманными к тому орудиями и пособиями довольно налюбоваться. Казна имела от сего великую прибыль и деньги наши стали несравненно лучше ходить, нежели те обманные и дурные, какими прусский король отягощал все свои земли.

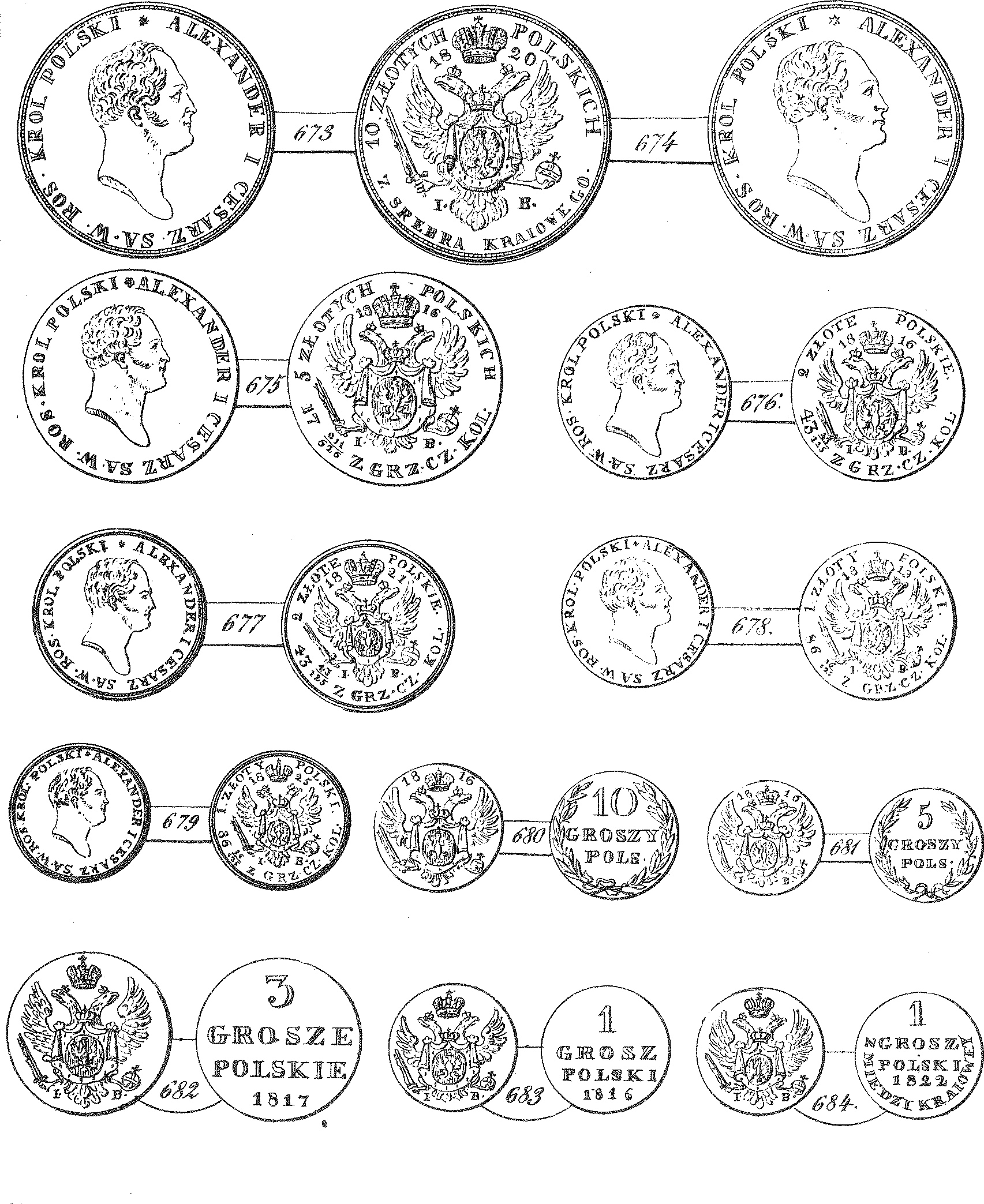
Монеты царства Польского времён правления Александра I

После смерти Елизаветы Петровны в 1762 году на престол взошёл Пётр III. Для нового императора прусский король Фридрих II являлся кумиром. Согласно Петербургскому мирному договору Россия добровольно отказалась от всех своих приобретений в этой войне, в том числе и Кёнигсберга. После передачи ранее завоёванных земель чеканка тымфов стала неактуальной и была прекращена.

### Русско-польские гроши
После окончания Наполеоновских войн в состав Российской империи в 1815 году вошло царство Польское. С 1816 года на Варшавском монетном дворе начата чеканка денег по рисункам, утверждённым российским императором Александром I. Официальным денежным средством для этой части империи становился злотый. Устанавливался его фиксированный курс к рублю: 1 злотый равен 15 копейкам серебром, а 1 грош, который по-прежнему соответствовал 1/30 злотого, — ½ серебряной копейки. Одновременно с местными деньгами на территории Польши допускалось хождение общегосударственных. В свою очередь польские гроши и злотые стали использовать в западных губерниях Российской империи. Во время польского восстания 1830—1831 годов чеканили монеты, в том числе медные 3 и серебряные 10 грошей, с которых была убрана российская государственная символика. После его подавления выпуск прежних монет был приостановлен. Вместо них некоторое время чеканили деньги с двойным русско-польским обозначением номинала, как промежуточный вариант в условиях постепенного включения Польши в общероссийское денежное обращение.
Злотые и гроши царства Польского были также законным платёжным средством Вольного города Кракова. Монеты, отчеканенные повстанцами в 1831 году, имели хождение и на территории республики. После подавления восстания с русско-польских денег были убраны как польская символика, так и упоминание о Польше. В 1835 году Сенат Вольного города Кракова, учитывая недовольство населения, принял решение о выпуске собственной монеты. Были отчеканены в том числе монеты номиналом в 5 и 10 грошей. После ликвидации государства и включения его в состав Австрийской империи злотый Вольного города Краков прекратил своё существование и подлежал обмену по курсу: 1 гульден за 4 злотых и 12 грошей.

## Грош в XX—XXI столетиях
В XX—XXI столетиях две страны, Австрия и Польша, использовали грош в качестве разменной монеты. На конец 2015 года грош сохранился только в Польше.

### Австрийский грош
В 1925 году окончательно девальвировавшаяся австрийская крона была заменена шиллингом, его разменной единицей становился грош. Вплоть до аншлюса нацистской Германией в 1938 году чеканились монеты с обозначением номинала в грошах. После потери Австрией независимости на её территории стала циркулировать рейхсмарка. В первые месяцы после присоединения к Германии был произведён обмен шиллингов на рейхсмарки по курсу 1,5 шиллинга за 1 марку. Соотношение 1 к 1,5 не соответствовало рыночному курсу. Так, в 1937 году за 1 марку давали 2,16 шиллинга. C 26 апреля 1938 года рейхсмарка становится единственным платёжным средством на территории бывшей Австрии. Монеты прекращали хождение с 23 апреля. При этом одно- и двугрошевики могли быть использованы как 1- и 2-пфенниговые монеты до 1 марта 1942 года. На Венском монетном дворе вместо грошей и шиллингов стали чеканить марки и пфенниги.
| Монеты 1925—1938 годов, номинированные в грошах | Монеты 1925—1938 годов, номинированные в грошах | Монеты 1925—1938 годов, номинированные в грошах | Монеты 1925—1938 годов, номинированные в грошах | Монеты 1925—1938 годов, номинированные в грошах | Монеты 1925—1938 годов, номинированные в грошах | Монеты 1925—1938 годов, номинированные в грошах | Монеты 1925—1938 годов, номинированные в грошах | Монеты 1925—1938 годов, номинированные в грошах |
| Изображение                                     | Изображение                                     | Номинал                                         | Характеристики                                  | Характеристики                                  | Характеристики                                  | Характеристики                                  | Была в обороте                                  | Годы выпуска                                    |
| Реверс                                          | Аверс                                           | Номинал                                         | Диаметр                                         | Масса                                           | Металл                                          | Гурт                                            | Была в обороте                                  | Годы выпуска                                    |
| ----------------------------------------------- | ----------------------------------------------- | ----------------------------------------------- | ----------------------------------------------- | ----------------------------------------------- | ----------------------------------------------- | ----------------------------------------------- | ----------------------------------------------- | ----------------------------------------------- |
|                                                 |                                                 | 1 грош                                          | 17 мм                                           | 1,6 г                                           | 95 % Cu 4 % Sn 1 % Zn                           | гладкий                                         | 1 марта 1925 — 1 марта 1942                     | 1925—1938                                       |
|                                                 |                                                 | 2 гроша                                         | 19 мм                                           | 3,3 г                                           | 95 % Cu 4 % Sn 1 % Zn                           | гладкий                                         | 1 марта 1925 — 1 марта 1942                     | 1925—1930 1934—1938                             |
|                                                 |                                                 | 5 грошей                                        | 17 мм                                           | 3,0 г                                           | 75 % Cu 25 % Ni                                 | гладкий                                         | 21 января 1931 — 23 апреля 1938                 | 1931 1932 1934 1936—1938                        |
|                                                 |                                                 | 10 грошей                                       | 22 мм                                           | 4,5 г                                           | 75 % Cu 25 % Ni                                 | гладкий                                         | 1925 — 23 апреля 1938                           | 1925 1928 1929                                  |
|                                                 |                                                 | 50 грошей                                       | 24 мм                                           | 5,5 г                                           | 75 % Cu 25 % Ni                                 | гладкий                                         | 1 августа 1934 — 23 апреля 1938                 | 1934                                            |
|                                                 |                                                 | 50 грошей                                       | 24 мм                                           | 5,5 г                                           | 75 % Cu 25 % Ni                                 | гладкий                                         | 21 января 1935 — 23 апреля 1938                 | 1935 1936                                       |

После поражения Третьего рейха во Второй мировой войне Австрия вновь получила независимость. Австрийский шиллинг был восстановлен, возобновлена и чеканка монет в грошах. В 2002 году шиллинг сменило евро.
| Монеты 1947—2002 годов, номинированные в грошах | Монеты 1947—2002 годов, номинированные в грошах | Монеты 1947—2002 годов, номинированные в грошах | Монеты 1947—2002 годов, номинированные в грошах | Монеты 1947—2002 годов, номинированные в грошах | Монеты 1947—2002 годов, номинированные в грошах | Монеты 1947—2002 годов, номинированные в грошах | Монеты 1947—2002 годов, номинированные в грошах | Монеты 1947—2002 годов, номинированные в грошах |
| Изображение                                     | Изображение                                     | Номинал                                         | Характеристики                                  | Характеристики                                  | Характеристики                                  | Характеристики                                  | Была в обороте                                  | Годы выпуска                                    |
| Реверс                                          | Аверс                                           | Номинал                                         | Диаметр                                         | Масса                                           | Металл                                          | Гурт                                            | Была в обороте                                  | Годы выпуска                                    |
| ----------------------------------------------- | ----------------------------------------------- | ----------------------------------------------- | ----------------------------------------------- | ----------------------------------------------- | ----------------------------------------------- | ----------------------------------------------- | ----------------------------------------------- | ----------------------------------------------- |
|                                                 |                                                 | 1 грош                                          | 17 мм                                           | 1,8 г                                           | Zn                                              | гладкий                                         | 5 апреля 1948 — 28 февраля 2002                 | 1947                                            |
|                                                 |                                                 | 2 гроша                                         | 18 мм                                           | 0,9 г                                           | 98,5 % Al 1,5 % Mg                              | гладкий                                         | 15 июля 1950 — 28 февраля 2002                  | 1950—1952 1954 1957 1962 1964—1994              |
|                                                 |                                                 | 5 грошей                                        | 19 мм                                           | 2,5 г                                           | Zn                                              | рубчатый                                        | 17 июня 1948 — 28 февраля 2002                  | 1948 1950 1951 1953 1955 1957 1961—1994         |
|                                                 |                                                 | 10 грошей                                       | 21 мм                                           | 3,5 г                                           | Zn                                              | гладкий                                         | 1 июля 1947 — 28 февраля 2002                   | 1947—1949                                       |
|                                                 |                                                 | 10 грошей                                       | 20 мм                                           | 1,1 г                                           | 98,5 % Al 1,5 % Mg                              | гладкий                                         | 27 ноября 1951 — 28 февраля 2002                | 1951—1953 1955 1957 1959 1961—2001              |
|                                                 |                                                 | 20 грошей                                       | 22 мм                                           | 4,5 г                                           | 91,5 % Cu 8,5 % Al                              | гладкий                                         | 27 ноября 1951 — 28 февраля 2002                | 1950 1951 1954                                  |
|                                                 |                                                 | 50 грошей                                       | 22 мм                                           | 1,4 г                                           | Al                                              | гладкий                                         | н/д — 28 февраля 2002                           | 1946 1947 1952 1955                             |
|                                                 |                                                 | 50 грошей                                       | 19,5 мм                                         | 3 г                                             | 91,5 % Cu 8,5 % Al                              | гладкий                                         | 1 октября 1959 — 28 февраля 2002                | 1959—2001                                       |

### Польский грош
В 1917 году в марионеточном Польском королевстве была введена денежная единица польская марка, оставшаяся в обращении и после обретения Польшей независимости в 1918 году. В 1924 году марка была заменена злотым по курсу 1 злотый : 1,8 млн марок.
| Польские монеты 1923—1939 годов, номинированные в грошах | Польские монеты 1923—1939 годов, номинированные в грошах | Польские монеты 1923—1939 годов, номинированные в грошах | Польские монеты 1923—1939 годов, номинированные в грошах | Польские монеты 1923—1939 годов, номинированные в грошах | Польские монеты 1923—1939 годов, номинированные в грошах | Польские монеты 1923—1939 годов, номинированные в грошах | Польские монеты 1923—1939 годов, номинированные в грошах | Польские монеты 1923—1939 годов, номинированные в грошах |
| Изображение                                              | Изображение                                              | Номинал                                                  | Характеристики                                           | Характеристики                                           | Характеристики                                           | Характеристики                                           | Была в обороте                                           | Годы выпуска                                             |
| Реверс                                                   | Аверс                                                    | Номинал                                                  | Диаметр                                                  | Масса                                                    | Металл                                                   | Гурт                                                     | Была в обороте                                           | Годы выпуска                                             |
| -------------------------------------------------------- | -------------------------------------------------------- | -------------------------------------------------------- | -------------------------------------------------------- | -------------------------------------------------------- | -------------------------------------------------------- | -------------------------------------------------------- | -------------------------------------------------------- | -------------------------------------------------------- |
|                                                          |                                                          | 1 грош                                                   | 16,6 мм                                                  | 1,6 г                                                    | латунь                                                   | гладкий                                                  | 1923—1939                                                | 1923 1925 1927 1928 1930—1939                            |
|                                                          |                                                          | 2 гроша                                                  | 17,6 мм                                                  | 2,0 г                                                    | латунь                                                   | гладкий                                                  | 1923—1939                                                | 1923                                                     |
|                                                          |                                                          | 2 гроша                                                  | 17,6 мм                                                  | 2,0 г                                                    | бронза                                                   | гладкий                                                  | 1923—1939                                                | 1925 1927 1928 1930—1939                                 |
|                                                          |                                                          | 5 грошей                                                 | 20,0 мм                                                  | 3,0 г                                                    | латунь                                                   | гладкий                                                  | 1923—1939                                                | 1923                                                     |
|                                                          |                                                          | 5 грошей                                                 | 20,0 мм                                                  | 3,0 г                                                    | бронза                                                   | гладкий                                                  | 1923—1939                                                | 1925 1928 1930 1931 1934—1939                            |
|                                                          |                                                          | 10 грошей                                                | 17,6 мм                                                  | 2,0 г                                                    | никель                                                   | гладкий                                                  | 1923—1939                                                | 1923                                                     |
|                                                          |                                                          | 20 грошей                                                | 20,0 мм                                                  | 3,0 г                                                    | никель                                                   | гладкий                                                  | 1923—1939                                                | 1923                                                     |
|                                                          |                                                          | 50 грошей                                                | 23,0 мм                                                  | 5,0 г                                                    | никель                                                   | гладкий                                                  | 1923—1939                                                | 1923                                                     |

После оккупации Польши в 1939 году часть территории была присоединена к Германии. На ней польский злотый был заменён рейхсмаркой. На остальной территории Польши было создано Генерал-губернаторство оккупированных польских областей. Денежное обращение во время нахождения польских земель под немецким руководством обеспечивал Эмиссионный банк в Польше. Особенностью монет этого времени является использование старых штемпелей для 1, 10, 20 и 50 грошей. 5 грошей содержали отверстие. Монеты отличались от своих довоенных аналогов металлом, из которого они были отчеканены. При этом за всё время выпуска обозначение года на монете не менялось. 1, 5, 10 и 20 грошей выпускали из цинка, 50 грошей из обычного железа или железа, плакированного никелем.
| Польские монеты времён оккупации, номинированные в грошах | Польские монеты времён оккупации, номинированные в грошах | Польские монеты времён оккупации, номинированные в грошах | Польские монеты времён оккупации, номинированные в грошах | Польские монеты времён оккупации, номинированные в грошах | Польские монеты времён оккупации, номинированные в грошах | Польские монеты времён оккупации, номинированные в грошах | Польские монеты времён оккупации, номинированные в грошах | Польские монеты времён оккупации, номинированные в грошах |
| Изображение                                               | Номинал                                                   | Характеристики                                            | Характеристики                                            | Характеристики                                            | Характеристики                                            | Год, указанный на монете                                  | Годы чеканки                                              |                                                           |
| Изображение                                               | Номинал                                                   | Диаметр                                                   | Масса                                                     | Металл                                                    | Гурт                                                      | Год, указанный на монете                                  | Годы чеканки                                              |                                                           |
| --------------------------------------------------------- | --------------------------------------------------------- | --------------------------------------------------------- | --------------------------------------------------------- | --------------------------------------------------------- | --------------------------------------------------------- | --------------------------------------------------------- | --------------------------------------------------------- | --------------------------------------------------------- |
|                                                           | 1 грош                                                    | 14,7 мм                                                   | 1,17 г                                                    | цинк                                                      | гладкий                                                   | 1939                                                      | 1941—1944                                                 |                                                           |
|                                                           | 5 грошей                                                  | 16,2 мм                                                   | 1,72 г                                                    | цинк                                                      | гладкий                                                   | 1939                                                      | 1941—1944                                                 |                                                           |
|                                                           | 10 грошей                                                 | 17,6 мм                                                   | 2,0 г                                                     | цинк                                                      | гладкий                                                   | 1923                                                      | 1941—1944                                                 |                                                           |
|                                                           | 20 грошей                                                 | 20,0 мм                                                   | 2,9 г                                                     | цинк                                                      | гладкий                                                   | 1923                                                      | 1941—1944                                                 |                                                           |
|                                                           | 50 грошей                                                 | 23,0 мм                                                   | 5,0 г                                                     | железо, плак. никелем                                     | гладкий                                                   | 1938                                                      | н/д                                                       |                                                           |
|                                                           | 50 грошей                                                 | 23,0 мм                                                   | 4,7 г                                                     | железо                                                    | гладкий                                                   | 1938                                                      | н/д                                                       |                                                           |

В 1944 году в Варшаве разразилось восстание против оккупационных властей. После его подавления большая часть города, в том числе и монетный двор, были уничтожены. Работа монетного двора была налажена в новом здании только в 1953 году. После освобождения от нацистов 24 августа 1944 года был выпущен декрет Польского национального банка, который определял замену немецких рейхсмарок и «краковских злотых» на банкноты нового образца. Обмен был ограничен. Частное лицо могло обменять не более 500 злотых, организация не более 2000.
В 1950 году была проведена ещё одна денежная реформа. Частные лица получали 1 новый злотый за 100 старых, или 3 злотых за 100 старых в случае нахождения денег на банковском вкладе. Тарифы, цены и заработная плата также индексировались по курсу 3 к 100. Отсутствие нормально функционирующего монетного двора и необходимость чеканки монет для денежного оборота привело к тому, что первые послевоенные гроши выпускались в других странах. Особенностью этих выпусков является обозначение года выпуска «1949» и различные металлы, из которых осуществлялась чеканка. Монеты с обозначением реального года выпуска появились только в 1957 году. За время существования Польской Народной Республики были отчеканены монеты номиналом в 1, 2, 5, 10, 20 и 50 грошей. Их оформление был одинаковым. Аверс содержал герб Польши и круговую надпись с названием государство (первоначально — «RZECZPOSPOLITA POLSKA», с 1957 года — «POLSKA RZECZPOSPOLITA LUDOWA») с датой года выпуска. На реверсе помещалось обозначение номинала. Различия имелись в расположении веточки листьев на реверсе и металле, из которого чеканили монеты.
| Гроши Польской Народной Республики | Гроши Польской Народной Республики | Гроши Польской Народной Республики | Гроши Польской Народной Республики | Гроши Польской Народной Республики | Гроши Польской Народной Республики | Гроши Польской Народной Республики | Гроши Польской Народной Республики                                                                            | Гроши Польской Народной Республики |
| Изображение                        | Изображение                        | Номинал                            | Характеристики                     | Характеристики                     | Характеристики                     | Характеристики                     | Год, указанный на монете                                                                                      | Тираж |
| Реверс                             | Аверс                              | Номинал                            | Диаметр                            | Масса                              | Металл                             | Гурт                               | Год, указанный на монете                                                                                      | Тираж |
| ---------------------------------- | ---------------------------------- | ---------------------------------- | ---------------------------------- | ---------------------------------- | ---------------------------------- | ---------------------------------- | --- | --- |
|                                    |                                    | 1 грош                             | 14,3 мм                            | 0,5 г                              | алюминий                           | рифлёный                           | 1949 | 400 116 000 |
|                                    |                                    | 2 гроша                            | 16 мм                              | 0,57 г                             | алюминий                           | гладкий                            | 1949 | 300 106 000 |
|                                    |                                    | 5 грошей                           | 20,2 мм                            | 3,0 г                              | бронза                             | гладкий                            | 1949 | 300 000 000 |
|                                    |                                    | 5 грошей                           | 20,0 мм                            | 1,0 г                              | алюминий                           | гладкий                            | 1949 | 200 000 000 |
|                                    |                                    | 5 грошей                           | 16,0 мм                            | 0,6 г                              | алюминий                           | гладкий                            | 1958 1959 1960 1961 1962 1963 1965 1967 1968 1970 1971 1972                                                   | 53 521 000 28 564 000 12 246 000 29 501 882 90 257 005 20 877 779 5 050 000 10 056 000 10 196 000 20 095 000 20 000 000 10 000 000 |
|                                    |                                    | 10 грошей                          | 17,6 мм                            | 2,0 г                              | медно-никелевый сплав              | гладкий                            | 1949 | 200 000 000 |
|                                    |                                    | 10 грошей                          | 17,6 мм                            | 0,7 г                              | алюминий                           | гладкий                            | 1949 | 31 046 685 |
|                                    |                                    | 10 грошей                          | 17,6 мм                            | 0,7 г                              | алюминий                           | гладкий                            | 1961 1962 1963 1965 1966 1967 1968 1969 1970 1971 1972 1973 1974 1975 1976 1977 1978 1979 1980 1981 1983 1985 | 73 400 000 25 362 000 40 434 000 50 521 000 70 749 000 62 059 000 62 204 000 71 566 000 38 844 000 50 000 000 60 000 000 80 000 000 50 000 000 100 000 000 71 204 000 73 191 000 60 623 000 70 000 000 9 600 000 9 957 000                         |
|                                    |                                    | 20 грошей                          | 20,0 мм                            | 2,85 г                             | медно-никелевый сплав              | гладкий                            | 1949 | 133 383 000 |
|                                    |                                    | 20 грошей                          | 20,0 мм                            | 1,0 г                              | алюминий                           | гладкий                            | 1949 | 197 472 000 |
|                                    |                                    | 20 грошей                          | 20,0 мм                            | 1,0 г                              | алюминий                           | гладкий                            | 1957 1961 1962 1963 1965 1966 1967 1968 1969 1970 1971 1972 1973 1975 1976 1977 1978 1979 1980 1981 1983 1985 | 3 940 000 53 108 000 19 140 000 41 217 000 32 022 000 23 860 000 29 099 000 29 191 000 40 227 000 20 028 000 20 000 000 60 000 000 115 000 000 50 000 000 100 000 000 80 730 000 50 730 000 45 252 000 30 020 000 60 082 000 10 041 000 16 227 000 |
|                                    |                                    | 50 грошей                          | 23,0 мм                            | 5,0 г                              | медно-никелевый сплав              | гладкий                            | 1949 | 109 000 000 |
|                                    |                                    | 50 грошей                          | 23,0 мм                            | 1,6 г                              | алюминий                           | гладкий                            | 1949 | 59 397 000 |
|                                    |                                    | 50 грошей                          | 23,0 мм                            | 1,6 г                              | алюминий                           | гладкий                            | 1957 1965 1967 1968 1970 1971 1972 1973 1974 1975 1976 1977 1978 1982 1983 1984 1985 1986 1987                | 91 316 000 22 090 000 2 065 000 2 027 000 3 273 000 7 000 000 10 000 000 39 000 000 33 000 000 25 000 000 50 000 000 68 620 000 16 067 000 39 667 000 44 217 000 49 052 000 45 796 000 21 257 000                                                  |

В 1988 и 1989 годах монеты грошевых номиналов не чеканились. Поразившая страну гиперинфляция привела к введению в 1988 году банкноты в 10 тысяч злотых, а в 1992 — 2 млн злотых. Это происходило на фоне смены политической формации Польши. В конце 1989 года прекратила своё существование социалистическая Польская Народная Республика. Республика Польша стала парламентской республикой. 29 декабря 1989 года принято постановление о выпуске денежных знаков с новым гербом (орёл с короной). После падения социалистического строя с 1990 до 1994 года монеты номиналом в грошах в оборот не поступали из-за гиперинфляции. При этом была начата подготовка к проведению денежной реформы и чеканка новых монет. Постановлением от 7 июля 1994 года с начала 1995 года страна переходила на новый злотый. По своей сути была произведена деноминация. Один новый злотый обменивали на 10 тысяч старых. Одному грошу соответствовало 100 старых злотых. С 1990 по 2015 год чеканили монеты номиналом в 1, 2, 5, 10, 20 и 50 грошей. После проведенной деноминации грош вновь стал и на начало 2016 года остаётся разменной монетой равной 1⁄100 польского злотого.
| Гроши Республики Польша | Гроши Республики Польша | Гроши Республики Польша | Гроши Республики Польша | Гроши Республики Польша | Гроши Республики Польша     | Гроши Республики Польша | Гроши Республики Польша                                                                                            | Гроши Республики Польша |
| Изображение             | Изображение             | Номинал                 | Характеристики          | Характеристики          | Характеристики              | Характеристики          | Год, указанный на монете                                                                                           | Тираж |
| Реверс                  | Аверс                   | Номинал                 | Диаметр                 | Масса                   | Металл                      | Гурт                    | Год, указанный на монете                                                                                           | Тираж |
| ----------------------- | ----------------------- | ----------------------- | ----------------------- | ----------------------- | --------------------------- | ----------------------- | --- | --- |
|                         |                         | 1 грош                  | 15,5 мм                 | 1,6 г                   | латунь                      | рифлёный                | 1990 1991 1992 1993 1995 1997 1998 1999 2000 2001 2002 2003 2004 2005 2006 2007 2008 2009 2010 2011 2012 2013 2014 | 29 140 000 79 000 000 362 000 000 80 780 000 102 280 109 103 080 002 257 640 003 203 970 000 210 100 000 210 000 000 240 000 000 250 000 000 300 000 000 375 000 000 184 000 000 330 000 000 316 000 000 338 000 000 150 000 000 270 000 000 365 000 000 323 000 000 86 000 000 |
|                         |                         | 1 грош                  | 15,5 мм                 | 1,64 г                  | латунь плакированная сталью | рифлёный                | 2013 2014 2015 | 1 000 000 334 924 900 н/д |
|                         |                         | 2 гроша                 | 17,5 мм                 | 2,1 г                   | латунь                      | гладкий                 | 1990 1991 1992 1997 1998 1999 2000 2001 2002 2003 2004 2005 2006 2007 2008 2009 2010 2011 2012 2013 2014 2015      | 34 400 000 97 410 000 157 000 003 92 400 002 154 840 000 187 900 000 94 500 000 84 000 000 83 910 000 80 000 000 100 000 000 163 003 250 105 000 000 160 000 000 172 000 000 222 000 000 120 000 000 150 000 000 100 000 000 150 000 000 20 000 000 н/д                         |
|                         |                         | 2 гроша                 | 17,5 мм                 | 2,13 г                  | латунь плакированная сталью | гладкий                 | 2013 2014 2015 | 1 000 000 117 084 750 н/д |
|                         |                         | 5 грошей                | 19,5 мм                 | 2,59 г                  | латунь                      | прерывисто-рубчатый     | 1990 1991 1992 1993 1998 1999 2000 2001 2002 2003 2004 2005 2006 2007 2008 2009 2010 2011 2012 2013 2014 2015      | 70 240 000 171 040 000 103 784 000 20 280 000 93 472 002 99 024 000 75 600 000 67 368 000 67 200 000 48 000 000 62 500 000 113 000 000 54 000 000 116 000 000 107 000 000 160 000 000 100 000 000 90 000 000 60 000 000 88 000 000 15 000 000 н/д                               |
|                         |                         | 5 грошей                | 19,5 мм                 | 2,59 г                  | латунь плакированная сталью | прерывисто-рубчатый     | 2013 2014 2015 | 1 000 000 81 004 500 1 000 000 |
|                         |                         | 10 грошей               | 16,3 мм                 | 2,6 г                   | медно-никелевый сплав       | прерывисто-рубчатый     | 1990 1991 1992 1993 1998 1999 2000 2001 2002 2003 2004 2005 2006 2007 2008 2009 2010 2011 2012 2013 2014 2015      | 43 055 000 123 164 000 210 005 000 80 240 008 62 695 000 47 040 000 104 060 000 62 820 000 10 500 000 31 500 000 70 500 000 94 000 000 40 000 000 100 000 000 103 000 000 146 000 000 62 000 000 80 000 000 136 000 000 142 000 000 88 000 000 н/д                              |
|                         |                         | 20 грошей               | 18,4 мм                 | 3,2 г                   | медно-никелевый сплав       | рифлёный                | 1990 1991 1992 1996 1997 1998 1999 2000 2001 2002 2003 2004 2005 2006 2007 2008 2009 2010 2011 2012 2013 2014 2015 | 25 100 000 75 400 000 106 100 001 29 745 008 59 755 000 52 500 000 25 985 000 52 135 000 41 980 001 10 500 000 20 400 000 40 000 025 37 000 000 35 000 000 68 000 000 91 000 000 133 000 000 45 000 000 15 000 000 38 000 000 36 000 000 46 000 000 н/д                         |
|                         |                         | 50 грошей               | 20,5 мм                 | 3,94 г                  | медно-никелевый сплав       | рифлёный                | 1990 1991 1992 1995 2008 2009 2010 2011 2012 2013 2014 2015                                                        | 29 152 000 99 120 000 116 000 000 101 600 113 13 000 000 57 000 000 12 000 000 10 000 000 12 000 000 30 000 000 28 400 000 н/д |

## Грош в культуре
В переносном смысле термином грош в русском языке называют мизерную сумму. Во фразеологии русского языка «грош» является эталоном минимальной ценности, с помощью которого определяются свойства различных предметов и явлений.

Всякая истинная идея должна уметь защитить себя. Иначе грош ей цена.
— А. и Б. Стругацкие, «Отягощённые злом, или Сорок лет спустя»
В украинском и белорусском языках слово грош, в множественном числе укр. гроші и бел. грошы, через посредничество польского языка прижилось и стало обозначать деньги как таковые. В русском языке в просторечии также может использоваться как синоним слова «деньги».

## Комментарии
1. ↑  В скобках указаны годы выпуска пражских грошей, а не правления королей.
2. ↑  В Восточной Европе (в Польше, Чехии, Литве, Прибалтике, на Руси) марка носила название «гривна». В Западной Европе использовали термин «марка».
3. ↑  «Тот ни строки без трёшника, Ни слова без семишника» (Н. А. Некрасов, «Кому на Руси жить хорошо»).
4. ↑  Реально монеты чеканились вплоть до 1950 года с обозначением года выпуска «1947».